# Fimbristylis unispicularis
Fimbristylis unispicularis là loài thực vật có hoa trong họ Cói. Loài này được Govind. & Hemadri mô tả khoa học đầu tiên năm 1975.